# Alqueva
Alqueva ist eine ehemalige Gemeinde (Freguesia) im Kreis Portel in der Region Alentejo, Portugal. 2013 wurde es mit Alqueva zur neuen Gemeinde União das Freguesias de Amieira e Alqueva zusammengeschlossen.
Das Dorf liegt im Herzen des Alentejos, zwischen Évora und Beja, etwa 19 km von Portel entfernt. Es befindet sich am Alqueva-Stausee (Barragem de Alqueva), einem der volumenmäßig größten Stauseen Europas. 